# Liste der Kölner Offiziale
Liste der Priester, welche im Erzbistum Köln als Offiziale fungierten.
Im westfälischen Teil des Erzbistums war ab dem 15. Jahrhundert ein eigenes Offizialat eingerichtet.
- Andreas
- Giselbert
- Dionysius
- Wilhelm
- Ludolf de Capella
- Paulus
- Loschart de Porta
- Christian von Aachen
- Gottschalk de Kirhbergh
- Godefridus von St. Kunibert
- Dionysius Munnich
- Henricus de Suderlande
- Bernhard de Berne
- Johannes Hirzelin
- Hermann Stakkelwege
- Heinrich Sticher
- Christian von Erpel
- Heinrich Grymhardt
- Jakob Berneri
- Albert Varentrap
- Johannes Scukinck
- Jakob Seger
- Winnemar Gruters von Wachtendonk
- Wilhelm
- Johannes Pollart
- Goswin De Bonna Sluyn
- Walter Back
- Wilhelm De Weghe
- Heinrich de Bemel
- Michael De Dalen[1]
- Heinrich Urdemann
- Heinrich Vriese
- Johannes De Eynatten
- Lambert van der Heggen
- Heinrich Steynwech
- Nikolaus De Affelen
- Heinrich Irlen
- Heinrich Steinhagen
- Adam Kaltbecker
- Martin van Oedt
- Leonhard De Prumeren
- Arnold Broicksmydt
- Adam Grevenstein
- Bernhard Georgi
- Christian Heresbach
- Kaspar Gropper
- Johannes a Kempis
- Georg Ravenort
- Heinrich Laurenz Reck
- Zachäus ab Horrich
- Hermann Eiling
- Seger Linckens
- Robert von Hillebring
- Albert Rensing
- Jodokus Geringh
- Thomas von Quentel
- Andreas Eschenbrender
- Johann Gottfried von Bequerer
- Johann Heinrich von Mörs
- Johann Heinrich Augustin von Mörs
- Johann Arnold de Reux
- Tilmann Joseph Godesberg
- Johann Arnold von Schönheim
- Gerhard Joseph von Herresdorf
- Peter Josef Cramer von Clauspruch
- Nikolaus München
- Caspar Anton Heuser
- Peter Carl Aloys Kreutzwald
- Hermann Joseph Schmitz
- Ludger Theodor Wilhelm Pingsmann
- Joseph Müller
- Arnold Steffens
- Adolf Ott
- Arnold Middendorf
- Christian Berrenrath
- Heinrich Engels
- Hubert Giertz
- Carl Franz Viktor Gielen
- Heinrich Flatten
- Paul Zepp SVD
- Günter Assenmacher
- Peter Fabritz